# Chile i olympiska sommarspelen 1928
Chile deltog med 38 deltagare vid de olympiska sommarspelen 1928 i Amsterdam. Totalt vann de en silvermedalj.

## Medaljer

### Silver
- Manuel Plaza  - Friidrott, maraton.